# Чудля
Чу́для — село в Україні, у Володимирецькій селищній громаді Вараського району Рівненської області. Населення становить 334 осіб. Є новозбудований храм Всіх святих, що належить громаді УПЦ МП, освячений [Архівовано 11 листопада 2017 у Wayback Machine.] 9 листопада 2017 року.

## Географія
Селом протікає річка Рів.

## Історія
У 1906 році село Рафалівської волості Луцького повіту Волинської губернії. Відстань від повітового міста 92 верст, від волості 5. Дворів 44, мешканців 368.
12 червня 2020 року, відповідно до розпорядження Кабінету Міністрів України № 722-р від «Про визначення адміністративних центрів та затвердження територій територіальних громад Рівненської області», увійшло до складу Володимирецької селищної громади.
19 липня 2020 року, в результаті адміністративно-територіальної реформи та ліквідації Володимирецького району, село увійшло до складу Вараського району

## Населення
За переписом населення 2001 року в селі мешкали 332 особи. 100 % населення вказали своєї рідною мовою українську мову.